# Араракуара (микрорегион)

Араракуара на карте.

Араракуара (порт. Microrregião de Araraquara) — микрорегион в Бразилии, входит в штат Сан-Паулу. Составная часть мезорегиона Араракара. 
Население составляет 	502 149	 человек (на 2010 год). Площадь — 	6 265,593	 км². Плотность населения — 	80,14	 чел./км².

## Демография
Согласно сведениям, собранным в ходе переписи 2010 г. Национальным институтом географии и статистики (IBGE), население микрорегиона составляет:						
| Полное население                             | Полное население                             | Полное население                             | Полное население                             | 502 149 |
| -------------------------------------------- | -------------------------------------------- | -------------------------------------------- | -------------------------------------------- | ------- |
| в том числе:                                 | Городское население                          | 478 265                                      | Процент городского населения, %              | 95,24   |
|                                              | Сельское население                           | 23 884                                       | Процент сельского населения, %               | 4,76    |
|                                              | Мужское население                            | 247 245                                      | Процент мужского населения, %                | 49,24   |
|                                              | Женское население                            | 254 904                                      | Процент женского населения, %                | 50,76   |
| Плотность населения, чел/км²                 | Плотность населения, чел/км²                 | Плотность населения, чел/км²                 | Плотность населения, чел/км²                 | 80,14   |
| Население микрорегиона в % к населению штата | Население микрорегиона в % к населению штата | Население микрорегиона в % к населению штата | Население микрорегиона в % к населению штата | 1,22    |

## Статистика
- Валовой внутренний продукт на 2003 составляет 8 132 307 479,00 реалов (данные: Бразильский институт географии и статистики).
- Валовой внутренний продукт на душу населения на 2003 составляет 17 149,14 реалов (данные: Бразильский институт географии и статистики).
- Индекс развития человеческого потенциала на 2000 составляет 0,804 (данные: Программа развития ООН).

## Состав микрорегиона
В составе микрорегиона включены следующие муниципалитеты:
1. Америку-Бразильенси
2. Араракуара
3. Боа-Эсперанса-ду-Сул
4. Борборема
5. Добрада
6. Гавиан-Пейшоту
7. Ибитинга
8. Итаполис
9. Матан
10. Мотука
11. Нова-Эуропа
12. Ринкан
13. Санта-Лусия
14. Табатинга
15. Трабижу